# 닛폰 애니메이션
닛폰 애니메이션(일본어: 日本アニメーション 닛폰 아니메숀[*], 영어: NIPPON ANIMATION CO., LTD.)은 일본의 기업으로, 애니메이션을 주체로 한 영상 작품의 기획 · 제작을 주요 사업 내용으로 한다.

## 관련 회사
- 음향영상 시스템(音響映像システム)은 2000년대 초반까지 닛폰 애니메이션 작품의 음향 제작을 담당한 자회사이다.
- 산온쿄 유한회사(サンオンキョー有限会社)는 2003년 4월 이후 닛폰 애니메이션 작품의 음향 제작을 전면적으로 담당하는 관계 회사이다.
- 닛폰 애니메이션 영화 기획 주식회사(日本アニメ企画株式会社)는 닛폰 애니메이션 작품의 상품화를 담당하는 자회사이다.
- 제이 애니메이션 닷컴 주식회사(ジェイ・アニメ・ドットコム株式会社, Janime.com)는 2000년에 설립된 자회사로, 콘텐츠 공급자이다.

## 세계명작극장
세계명작극장은 닛폰 애니메이션이 제작한 애니메이션 시리즈이다.
1991년 방영된 축구왕 슟돌이도 닛폰 애니메이션이 만들었다.